# Andrew Rock
Andrew Rock (ur. 23 stycznia 1982 w Marshfield w stanie Wisconsin) – amerykański lekkoatleta specjalizujący się w biegu na 400 m.

## Kariera
Urodził się w Marshfield, jednakże dorastał w Stratford, nie opuszczając stanu Wisconsin. Jest absolwentem University of Wisconsin - La Crosse.
Amerykanin to złoty medalista igrzysk olimpijskich 2004 w biegu sztafetowym 4 x 400 m. Ponadto zdobył złoty medal na mistrzostwach świata w Helsinkach także w sztafecie 4 x 400 m, wspólnie z Derrickiem Brew, Darroldem Williamsonem i Jeremym Warinerem, osiągając czas 2:56,92. Na tej samej imprezie wywalczył także srebrny medal w biegu indywidualnym na 400 m (osiągnął swój rekord życiowy na tym dystansie - 44.35), przegrywając tylko z Warinerem.
Jego trenerem jest Mark Guthrie.

## Osiągnięcia
| Rok  | Zawody                   | Miejsce             | Pozycja    | Dystans            |
| ---- | ------------------------ | ------------------- | ---------- | ------------------ |
| 2004 | Igrzyska Olimpijskie     | Ateny, Grecja       | 1. miejsce | sztafeta 4 x 400 m |
| 2005 | Mistrzostwa Świata       | Helsinki, Finlandia | 1. miejsce | sztafeta 4 x 400 m |
| 2005 | Mistrzostwa Świata       | Helsinki, Finlandia | 2. miejsce | 400 m              |
| 2006 | Światowy Finał IAAF 2006 | Stuttgart, Niemcy   | 4. miejsce | 400 m              |

## Rekordy życiowe
| Konkurencja | Data             | Miejsce       | Czas  |
| ----------- | ---------------- | ------------- | ----- |
| 200 m       | 3 maja 2003      | Stevens Point | 20.84 |
| 400 m       | 12 sierpnia 2005 | Helsinki      | 44.35 |